# Balesudden
Balesudden este o arie protejată (arie specială de conservare — SAC, sit de importanță comunitară — SCI) din Suedia întinsă pe o suprafață de 917,9 ha, integral pe uscat.

## Localizare
Centrul sitului Balesudden este situat la coordonatele 63°10′26″N 18°41′18″E / 63.174°N 18.6882°E.

## Înființare
Situl Balesudden a fost declarat sit de importanță comunitară în decembrie 1995 pentru a proteja un număr necunoscut de specii din flora spontană și fauna sălbatică aflate în arealul zonei. Situl a fost protejat și ca arie specială de conservare în martie 2011.

## Biodiversitate
Situată în ecoregiunile boreală și marină baltică, aria protejată conține 9 habitate naturale: Taiga vestică, Pante stâncoase silicioase cu vegetație casmofită, Faleze cu vegetație de pe coastele atlantice și baltice, Vegetație perenă pe țărmurile stâncoase, Păduri naturale în etape succesive primare ale suprafețelor emergente de coastă, Păduri fino-scandinave bogate în ierburi cu Picea abies, Litoraluri nisipoase din Baltica boreală cu vegetație perenă, Mlaștini turboase de tranziție și turbării mișcătoare, Mlaștini împădurite.
La baza desemnării sitului se află un număr nedeclarat de specii protejate.